# زیر پوست شهر
زیر پوست شهر نهمین فیلم سینمایی رخشان بنی‌اعتماد در سال ۱۳۷۹ است.

## بازیگران
| بازیگر            | نقش                                                                 |
| ----------------- | ------------------------------------------------------------------- |
| گلاب آدینه        | طوبی مادر عباس،محبوبه،علی و حمیده زن محمود                          |
| محمدرضا فروتن     | عباس پسربزرگ طوبی و محمود برادر محبوبه ،حمیده و علی                 |
| باران کوثری       | محبوبه دخترکوچک محمود و طوبی خواهر حمیده،عباس،علی دوست صمیمی معصومه |
| ابراهیم شیبانی    | علی پسرکوچک طوبی و محمود برادر عباس،محبوبه،حمیده                    |
| محسن قاضی مرادی   | محمود شوهر طوبی پدر عباس،محبوبه،علی،حمیده،                          |
| حمیرا ریاضی       | حمیده دختربزرگ طوبی و محمود خواهر عباس،محبوبه،علی                   |
| مهراوه شریفی‌نیا   | معصومه دختر مریم دوست صمیمی محبوبه                                  |
| مریم بوبانی       | مریم همکار و همسایه طوبی مادر معصومه و سمیه                         |
| علی اوسیوند       | ناصر صاحب کار عباس                                                  |
| نازنین فراهانی    | ناهید                                                               |
| وحید رزاقی        | همایون                                                              |
| نازنین جواهری     | منشی                                                                |
| مهرداد فلاحتگر    | مرندی صاحب کار عباس                                                 |
| احمد یاوری شاد    |                                                                     |
| مهوش وقاری        |                                                                     |
| داوود نماینده     |                                                                     |
| مژگان ربانی       |                                                                     |
| ملیحه کیادربندسری |                                                                     |
| امیرحسین قوام‌پور  |                                                                     |
| ناصر فیروزآبادی   |                                                                     |
| زرین آقایی        |                                                                     |
| ناهید رضازاده     |                                                                     |
| معراج مژده        |                                                                     |
| مهتاب کریمی       |                                                                     |
| پیمان شادمان‌فر    |                                                                     |
| سیما زمانی        |                                                                     |
| محمدرضا رحمانی    |                                                                     |

## خلاصه فیلم
طوبی، زن کارگری که زندگی فقیرانه‌ای دارد، برخلاف عقیده شوهرش محمود و پسر بزرگش عباس، دوست دارد در همان خانه محقرش زندگی کند. پسر کوچک ترش علی، که به مادرش سواد می‌آموزد در بحبوحه انتخابات مجلس ششم، به مسائل سیاسی کشورش علاقه‌مند است و در فعالیت‌های انتخاباتی شرکت دارد و هر از گاهی پایش به کلانتری کشیده می‌شود. عباس که رؤیای سفر به ژاپن را در سر دارد و در یک کارگاه پوشاک کار می‌کند، دل در گروی عشق دختری می‌بندد، دختر بزرگ‌تر خانواده که حامله‌است، پس از کتک خوردن از شوهرش با دختر کوچکش به خانه مادرش برمی آید ولی بعدها با وساطت طوبی به خانه‌اش برمی‌گردد. عباس و پدرش، در غیاب طوبی، قباله خانه را به «معمار» که خریدار خانه‌است می‌دهند. در حالی که مریم خانم، همسایه و همکار طوبی در کارخانه در تدارک جشن عروسی سمیه دختر بزرگ‌ترش است، معصومه دختر کوچکش، به دلیل کتکی که از برادرش به خاطر دیرآمدنش به خانه خورده، از خانه فرار می‌کند. محبوبه، دختر کوچک طوبی که با معصومه دوست است او را در پارک ملت ملاقات می‌کند ولی توسط نیروی انتظامی دستگیر و به کلانتری برده می‌شود. طوبی که می‌خواهد قباله خانه را برای آزادی دخترش در کلانتری گرو بگذارد، متوجه می‌شود که قباله در خانه نیست. دختر را به خانه برمی‌گردانند. شرکت اخذ ویزا قلابی از آب درمی آید و عباس به کار قاچاق کشیده می‌شود. او به ارومیه می‌رود و علی که به تصمیم ناگهانی او مشکوک شده به‌طور پنهانی در پشت وانت او سوار می‌شود و درمی یابد که او قرار است لباس‌هایی که در میان آن‌ها مواد مخدر جاسازی شده به محلی تحویل دهد. علی لباس‌ها را بیرون می‌ریزد، عباس پس از پیدا کردن برادرش در پشت وانت او را به شدت کتک می‌زند ولی بعد با هم برمی‌گردند. طوبی برای دیدار عباس به مخفیگاه او می‌رود. صاحب کار عباس هم به دنبال او می‌آید ولی با کمک مادرش فرار می‌کند. در پایان طوبی در روز انتخابات جلوی دوربین تلویزیون حرف می‌زند و به آن‌ها می‌گوید که بهتر است از درون قلب او تصویربرداری کنند.

## جوایز
- جایزه نتپک؛ بهترین فیلم؛ جهانگیر کوثری، رخشان بنی اعتماد؛ سی و ششمین جشنواره بین‌المللی فیلم کارلوی واری؛ بخش مسابقه؛ ۱۳۸۰
- جایزه ویژه هیئت داوران؛ بهترین فیلم؛ جهانگیر کوثری، رخشان بنی اعتماد؛ بیست و سومین جشنواره بین‌المللی فیلم مسکو؛ بخش مسابقه؛ ۱۳۸۰
- جایزه بهترین کارگردانی؛ رخشان بنی اعتماد؛ دومین جشنواره بین‌المللی فیلم اجتماعی آبادان؛ بخش فیلم بلند؛ ۱۳۷۹
- تندیس؛ بهترین کارگردانی؛ رخشان بنی اعتماد؛ چهارمین جشن خانه سینما؛ بخش مسابقه فیلم‌های بلند؛ ۱۳۷۹
- تندیس؛ بهترین صداگذاری و میکس؛ محمدرضا دلپاک؛ چهارمین جشن خانه سینما؛ بخش مسابقه فیلم‌های بلند؛ ۱۳۷۹
- تندیس؛ بهترین چهره پردازی؛ مهری شیرازی؛ چهارمین جشن خانه سینما؛ بخش مسابقه فیلم‌های بلند؛ ۱۳۷۹
- تندیس؛ نقش اول زن؛ گلاب آدینه؛ چهارمین جشن خانه سینما؛ بخش مسابقه فیلم‌های بلند؛ ۱۳۷۹
- تندیس؛ عنوان بندی (تیتراژ)؛ ابراهیم حقیقی؛ چهارمین جشن خانه سینما؛ بخش مسابقه عنوان بندی (تیتراژ)؛ ۱۳۷۹